# Parlakhemundi
Parlakhemundi é uma cidade e um município no distrito de Gajapati, no estado indiano de Orissa.

## Demografia
Segundo o censo de 2001, Parlakhemundi tinha uma população de 42,991 habitantes. Os indivíduos do sexo masculino constituem 51% da população e os do sexo feminino 49%. Parlakhemundi tem uma taxa de literacia de 69%, superior à média nacional de 59.5%: a literacia no sexo masculino é de 77% e no sexo feminino é de 61%. Em Parlakhemundi, 11% da população está abaixo dos 6 anos de idade.